# Lycosa shaktae
Lycosa shaktae là một loài nhện trong họ Lycosidae.
Loài này thuộc chi Lycosa. Lycosa shaktae được Bhandari & Pawan U miêu tả năm 2001. Gajbe.